# Giovanni Antonio de Rossi

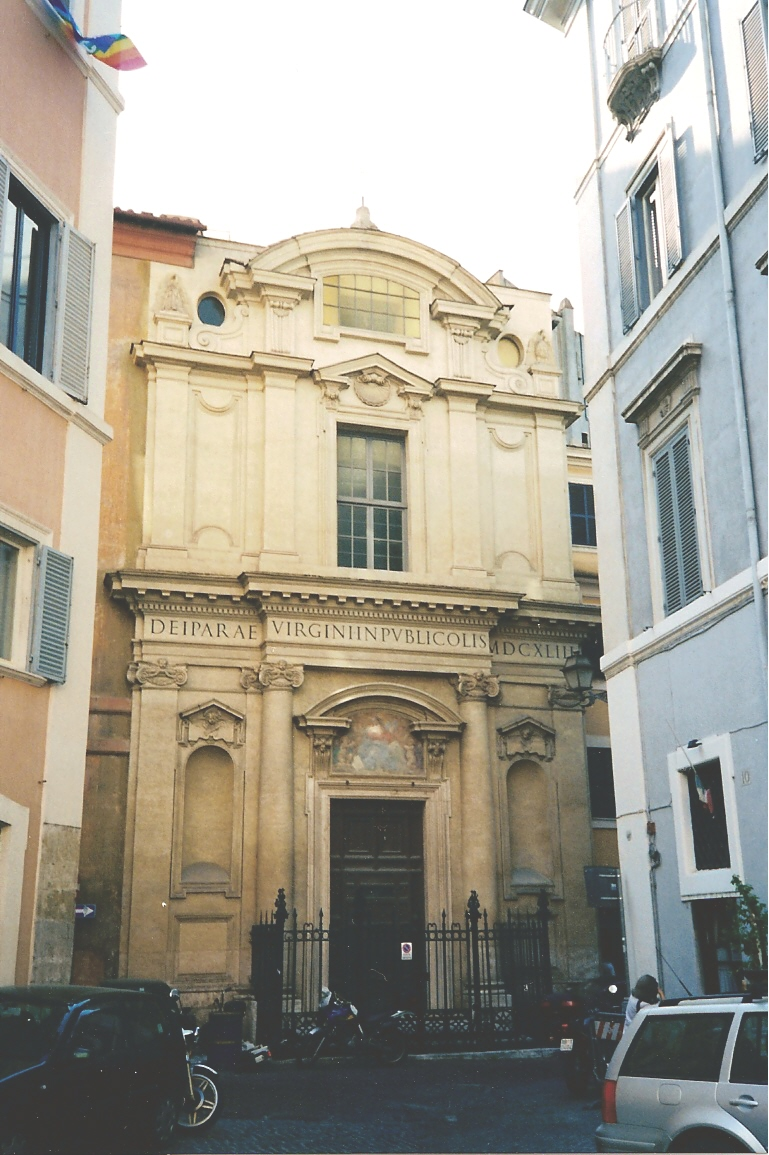
Santa Maria in Publicolis i Rom.

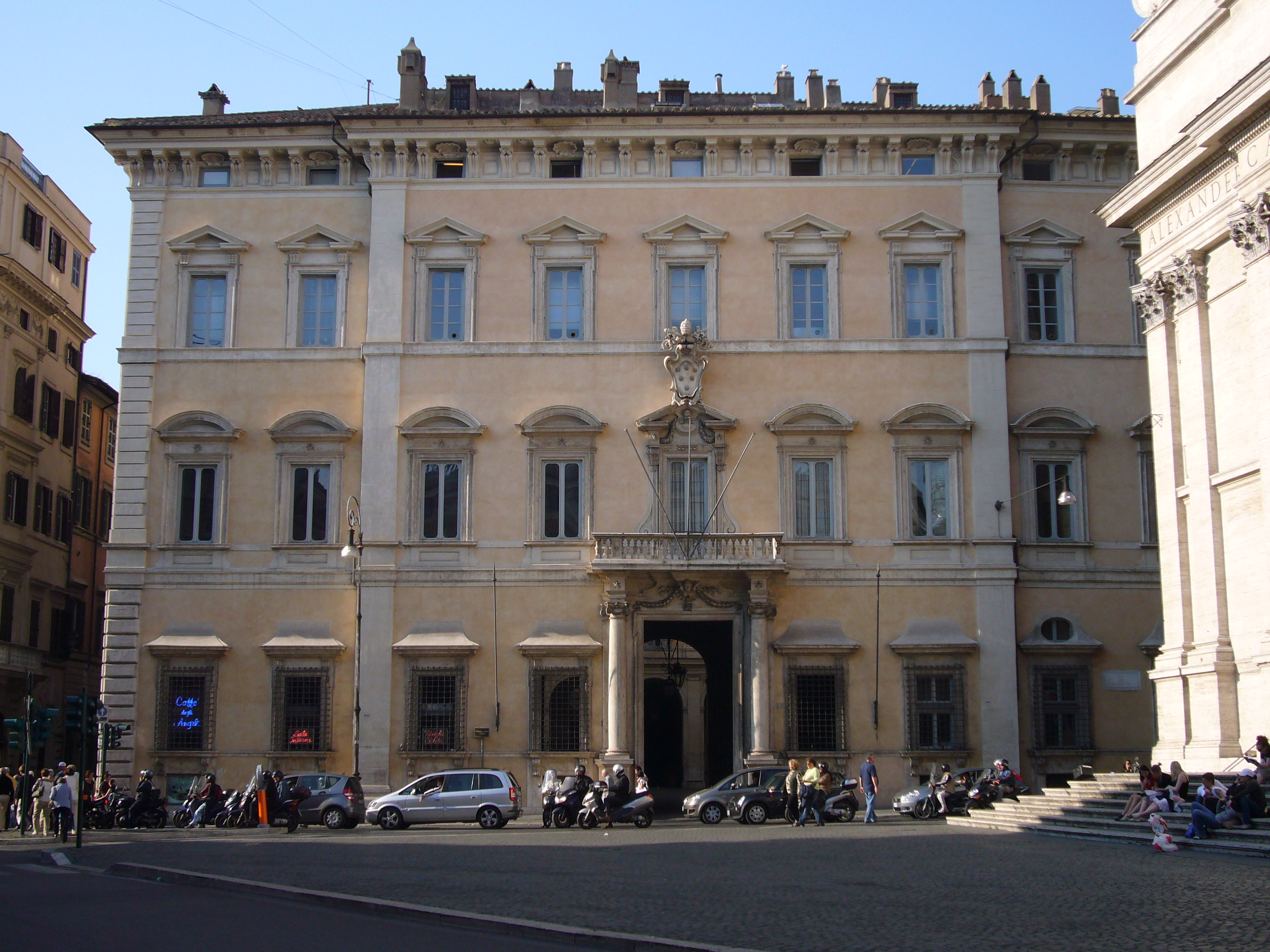
Palazzo Altieri, De Rossis främsta profana byggnadsverk (i höger bildkant ses en liten del av fasaden till kyrkan Il Gesù).

Giovanni Antonio de Rossi, född 8 januari 1616 i Rom, död 9 oktober 1695 i Rom, var en italiensk arkitekt under barockepoken. De Rossi representerar barockarkitekturen i dess fulla mognad.

## Arkitektgärning
De Rossis mest prestigefyllda uppdrag var nybyggnaden av Palazzo Altieri. Detta projekt tog fart, när Clemens X Altieri blev påve år 1670. Palazzo Altieri, som är beläget i närheten av Piazza Venezia i centrala Rom, gavs en pampig huvudfasad vid Piazza del Gesù. En treskeppig vestibul för in till palatsets huvudgård, innanför vilken det finns ytterligare en stor gård. De två gårdarna skiljs åt av ett monumentalt trapphus.
Strax norr om Roms forna getto rekonstruerade de Rossi den lilla kyrkan Santa Maria in Publicolis 1640–1643 på uppdrag av kardinalen Marcello Santacroce.
Mellan 1670 och 1685 uppförde de Rossi kyrkan Santa Maria della Concezione i Campo Marzio, som idag är den syrianska nationskyrkan i Rom. Kyrkorummet har formen av ett likarmat kors med kupol över korsmitten och ett djupt kor.

## Byggnadsverk i Rom

### Kyrkor
- Santa Maria in Publicolis (1640–43)
- Santa Maria in Porta Paradisi (ombyggnad, 1644–45)
- Santa Maria in Campo Marzio (1670–85)
- San Giovanni in Laterano, Cappella Lancellotti (1674–86)
- San Pantaleo (ombyggnad, 1681)
- Santa Maria Maddalena (koret, 1690–95)

### Palats
- Palazzo Nuñez (1658–60)
- Palazzo Aste-Buonaparte (1658–65)
- Palazzo Gambirasi (1660-tal)
- Palazzo Altieri (1670–73)
- Palazzo Astalli (1672)
- Palazzo Gomez (cirka 1678)